# Corentin Fiore
Corentin Fiore (Carnières, 24 marzo 1995) è un calciatore belga, difensore dell'Union Rochefort.

## Biografia
Nato in Belgio, ha origini italiane.

## Caratteristiche tecniche
Difensore mancino molto duttile, può giocare sia da centrale che da terzino sinistro.

## Carriera

### Club

#### Royal Standard de Liège
Cresce nel settore giovanile dello Standard Liegi e poi milita successivamente in prima squadra dal 2013 fino al 2018, con cui vince, nella "stagione 2015-2016", la Coppa del Belgio (settima del club).
L'11 dicembre 2014 debutta contro il Feyenoord Rotterdam, in Europa League.

#### Palermo e prestito all'Imolese
Durante il mercato invernale, il 9 gennaio del suo ultimo anno con il team belga viene acquistato dagli italiani del Palermo; con i rosanero firma un contratto fino al 2020. Decide di vestire la maglia numero 23. Ha esordito in squadra il 25 marzo 2018 nella 32ª giornata di Serie B vinta dai rosanero contro il Carpi per 4-0, subentrando dalla panchina all'84'. Il 30 agosto passa in prestito all'Imolese.

#### Cercle Bruges e Teramo
Rimasto svincolato dopo il fallimento del Palermo, il 31 luglio firma per il Cercle Bruges.
Dopo avere trovato poco spazio, il 17 gennaio 2020 fa ritorno in Italia al Teramo.
Il 4 gennaio 2021 viene acquistato dal Ravenna.

### Nazionale
Dal 2011 fino al 2016 compie tutta la trafila delle nazionali giovanili del Belgio.

## Statistiche

### Presenze e reti nei club
Statistiche aggiornate al 22 maggio 2019.
| Stagione              | Squadra               | Campionato            | Campionato | Campionato | Coppe nazionali | Coppe nazionali | Coppe nazionali | Coppe continentali | Coppe continentali | Coppe continentali | Altre coppe | Altre coppe | Altre coppe | Totale | Totale |
| Stagione              | Squadra               | Comp                  | Pres       | Reti       | Comp            | Pres            | Reti            | Comp               | Pres               | Reti               | Comp        | Pres        | Reti        | Pres   | Reti   |
| --------------------- | --------------------- | --------------------- | ---------- | ---------- | --------------- | --------------- | --------------- | ------------------ | ------------------ | ------------------ | ----------- | ----------- | ----------- | ------ | ------ |
| 2014-2015             | Standard Liegi        | D1                    | 1          | 0          | CB              | 0               | 0               | UCL+UEL            | 0+1                | 0                  | -           | -           | -           | 2      | 0      |
| 2015-2016             | Standard Liegi        | D1                    | 18+4       | 0          | CB              | 3               | 0               | UEL                | 1                  | 0                  | -           | -           | -           | 26     | 0      |
| 2016-2017             | Standard Liegi        | D1                    | 14+3       | 0          | CB              | 1               | 0               | UEL                | 4                  | 0                  | -           | -           | -           | 22     | 0      |
| Totale Standard Liegi | Totale Standard Liegi | Totale Standard Liegi | 40         | 0          |                 | 4               | 0               |                    | 6                  | 0                  |             | -           | -           | 50     | 0      |
| gen.-giu. 2018        | Palermo               | B                     | 2          | 0          | CI              | 0               | 0               | -                  | -                  | -                  | -           | -           | -           | 2      | 0      |
| ago. 2018             | Palermo               | B                     | 0          | 0          | CI              | 1               | 0               | -                  | -                  | -                  | -           | -           | -           | 1      | 0      |
| Totale Palermo        | Totale Palermo        | Totale Palermo        | 2          | 0          |                 | 1               | 0               |                    | -                  | -                  |             | -           | -           | 3      | 0      |
| set. 2018-2019        | Imolese               | C                     | 27+2       | 0          | CI+CI-C         | 0+3             | 0               | -                  | -                  | -                  | -           | -           | -           | 32     | 0      |
| Totale carriera       | Totale carriera       | Totale carriera       | 69+2       | 0          |                 | 8               | 0               |                    | 6                  | 0                  |             | -           | -           | 85     | 0      |

## Palmarès

### Club

#### Competizioni nazionali
- Coppa del Belgio: 1

Standard Liegi: 2015-2016